# Kubaba

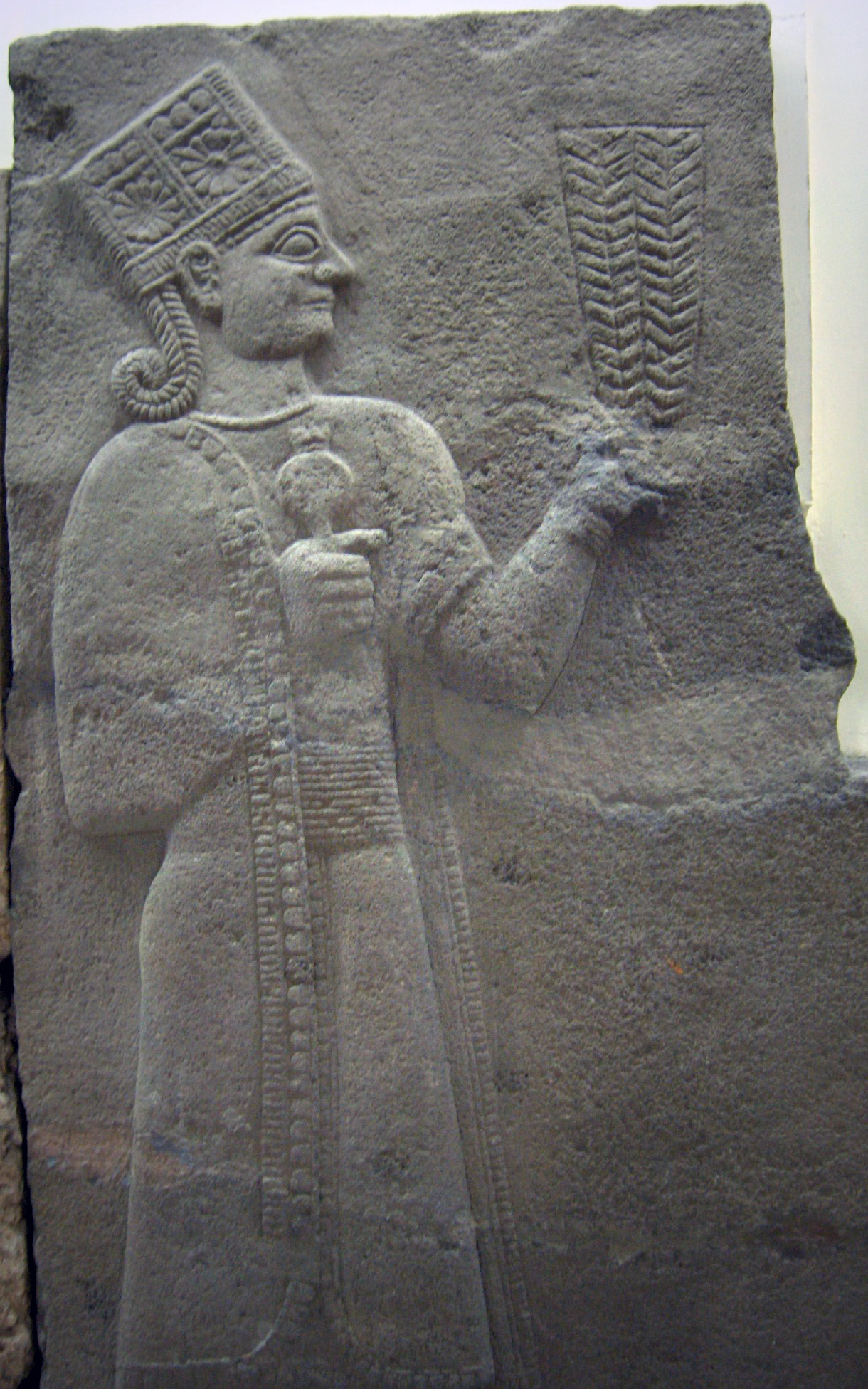
De godin Kubaba met een granaatappel in haar rechterhand. Museum van de Anatolische Beschavingen, Ankara

Kubaba of Kubebe, ook (fonetisch:) Kupapa was eerst in de Hattische mythologie een archaïsche godin uit Karkemish in Klein-Azië. Ze speelde daar aanvankelijk als lokale godin slechts een geringe rol in de godsdienst van de streek. Bij de opkomst van de neo-Hittitische koninkrijken werd zij tot Oppergodin uitgeroepen en kreeg aanvankelijk het beeld van een Moedergodin tot wie eenieder zich kon richten. Haar attributen waren een spiegel (doorgaans van obsidiaan in die tijden) en een sycomorevrucht.  Later werd in de Hettitische mythologie de Hertgod Rundas tot haar partner uitgeroepen. 
De Phrygiërs transformeerden haar naam tot Cybele, en namen eveneens haar attributen over. Fonetisch is Kupapa/Cybele hetzelfde. In Boven-Mesopotamië werd ze Gubaba genoemd.
Tevens is er een koningin Kubaba, de enige geregistreerde vrouwelijke Soemerische koningin. Ze regeerde in de derde dynastie van Kish (25e eeuw v.Chr.).
Haar regering verliep voorspoedig en vreedzaam.